# Queratoconjuntivitis ovina
La queratoconjuntivitis infecciosa es una inflamación combinada de la córnea y la conjuntiva propia del ganado ovino y caprino. Se le conoce como pink eye (ojo rosa) o zere oogjes (dolor en los ojos). Además del término coloquial ceguera de la nieve cuando se produce en invierno, favorecido por los fuertes vientos y la nieve.

## Epidemiología
La queratoconjuntivitis se produce en ovejas, cabras y otros animales. Ocurre en todo el mundo, aunque los microorganismos causantes pueden variar dependiendo de la geografía. Se produce más comúnmente en verano y en los animales jóvenes, pero puede ocurrir en cualquier momento del año; en ovinos y caprinos de cualquier edad. 
Es altamente contagiosa mediante el contacto directo del exudado ocular, pudiendo contagiarse gran parte del rebaño, en algunos casos hasta el 80%, sobre todo si son criados bajo condiciones intensivas. Por ejemplo comer del mismo comedero, así como el hacinamiento y la falta de ventilación contribuyen a la propagación de la enfermedad. Las condiciones irritantes tales como polvo o moscas pueden ser los vectores de la enfermedad.

## Etiología
Es una enfermedad infecciosa de etiología bacteriana. Los microorganismos más comúnmente asociados en las ovejas y las cabras son Chlamydia psittaci ovis y Mycoplasma conjuntivae. La Chlamydia es el mismo microorganismo que puede causar abortos enzoóticos en ovejas. Otras bacterias pueden jugar un papel secundario en estas infecciones, por ejemplo la  Moraxella (Branhamella) ovis.
La etiología se conoce a través de un cultivo bacteriológico realizado en laboratorio, mediante un raspado o recogida de la muestra con un hisopo (escobillón) en la conjuntiva.

## Síntomas
El periodo de incubación es de 21 días. Los síntomas son similares independientemente del organismo responsable. Generalmente los síntomas son más graves en miembros adultos que en corderos.
Los animales afectados tienen lagrimeo, parpadean constantemente y tienen fotofobia (aversión a la luz del sol). El lado de la cara debajo del ojo puede estar húmedo, debido al pus amarillo o verdoso que se produce.  A la exploración se observa la conjuntiva (revestimiento de los párpados internos) roja e inflamada. 
A los 2 a 6 días la córnea se vuelve opaca. Además pueden desarrollar úlceras corneales. La enfermedad es dolorosa y puede afectar a uno o ambos ojos. La conjuntivitis puede causar ceguera temporal (cuando aparece el ojo nublado) en los animales afectados; y ceguera permanente en los casos graves, progresando a la ruptura de la cámara anterior.
La resolución de los síntomas suele ser a los 10-14 días en casos leves y hasta 6 semanas en los casos graves, aunque la mayoría de los animales se recuperan completamente.
La queratoconjuntivitis produce una alta morbilidad, pero con baja mortalidad. El coste de la enfermedad está asociada con los costes de tratamiento (medicamentos y carga de trabajo), además de las pérdidas de producción, debido a que los animales afectados pueden tener dificultades para encontrar comida y agua por la ceguera temporal.

## Tratamiento
En la mayoría de los casos de queratoconjuntivitis la infección se resuelve de forma natural. Sin embargo el tratamiento debe aplicarse en los casos más graves o cuando un alto porcentaje del rebaño está afectado.
Los animales afectados deben ser aislados del resto del rebaño para evitar la propagación de la enfermedad. Deben ser alojados en un lugar limpio, seco y con sombra.
El tratamiento más común es la aplicación de pomada de terramicina en el ojo afectado, dos a cuatro veces por día, durante tres o cuatro días (siempre que el párpado interior (conjuntiva) este roja, indistintamente del estado de la córnea). Además se puede usar la combinación con terramicina y poliximina B, o eritromicina. Las pomadas suelen ser más eficaces que los polvos o aerosoles, y son menos irritantes para los ojos afectos. Las gotas para los ojos son más fáciles de administrar que la pomada. Antes de aplicar el medicamento en los ojos, se debe limpiar y eliminar los restos orgánicos de alrededor del ojo de la cara del animal, con solución salina estéril.
Se deben utilizar guantes quirúrgicos para manipular a los animales afectos.
También se pueden aplicar inyecciones subconjuntivales de penicilina, pero siempre administradas por personal preparado.
Cuando no es práctico tratar a los animales individualmente (por el gran número de afectados o imposibilidad para administrar varias veces al día) los antibióticos pueden ser inyectados, como la oxitetraciclina de acción prolongada (una sola inyección intramuscular de 200mg o 20mg/kg) o administrados en la alimentación, como oxitetraciclina 80mg/animal/día, de 7 a 10 días.
Cuando la infección es causada por mycoplasma la tilosina (200mg/cabeza/día) también es eficaz. Si la infección es causada por clamydia el tratamiento es con penicilina.
En los últimos años diversos estudios han concluido que la administración de una única inyección intramuscular de oxitetraciclina dada al inicio de la clínica ha detenido el desarrollo de los síntomas de la conjuntivitis. Sin embargo el tratamiento no elimina la infección, pudiendo quedar en estado de portador, lo que podría proporcionar una fuente de infección a los animales sanos y explicaría la recaída de los animales recuperados.
Debido a que la mayoría de estos tratamientos antibióticos no están aprobados para el tratamiento de la conjuntivitis en el ganado ovino y / o caprino, se debe buscar asesoramiento veterinario.
Los animales recuperados tienen resistencia a la infección durante un período de tiempo que se desconoce. Es posible que vuelvan a infectarse, dado que la inmunidad adquirida no es fuerte ni de larga duración.

## Prevención
No hay vacuna para prevenir la queratoconjuntivitis en el ganado ovino y caprino. Debido a que los microorganismos que causan la conjuntivitis en el ganado bovino (Moraxella bovis) son diferentes de los que causan la conjuntivitis en ovejas y cabras.
La mejor manera de prevenir la queratoconjuntivitis es mantener sin contacto con otras manadas. No comprar animales en subastas públicas. Aislar el nuevo ganado por lo menos 30 días. 
La erradicación total de la enfermedad es difícil debido a que los organismos que causan conjuntivitis son extensos y pueden persistir en los animales portadores.